# Debra Daniel
Debra Daniel (* 4. März 1991 auf Pohnpei) ist eine mikronesische Schwimmerin.

## Biografie
Debra Daniel nahm an den Olympischen Sommerspielen 2008 in Peking, 2012 in London und 2016 in Rio de Janeiro teil. Sie startete jedes Mal über 50 Meter Freistil, schied jedoch immer in den Vorläufen aus. Ihr bestes Resultat erzielte sie mit dem 56. Rang in London. Bei den Mikronesienspielen 2010 konnte sie insgesamt acht Goldmedaillen gewinnen.